# Spanish Wells District
Spanish Wells District är ett distrikt i Bahamas. Det ligger i den nordöstra delen av landet, 80 km nordost om huvudstaden Nassau. Antalet invånare är cirka 1 600.
Centralort är Spanish Wells på ön Saint Georges Island. Den intilliggande ön Russel Island är bebodd och andra öar i distriktet är Big Egg Island, Egg Island och Royal Island.
Den närmaste flygplatsen North Eleuthera Airport ligger på ön Eleuthera Island.